# 故郷銘品
故郷銘品（ふるさとめいひん）は、西友ストアー（現・西友）が、1981年（昭和56年）から発売していたプライベートブランド。国内各地の食品の銘産品を取り扱っていた。

## 商品一覧

### 北海道
- いかの沖漬(網走)
- 月寒あんぱん(札幌・豊平)
- ラーメン(醤油味、味噌味)(札幌)
- にしん切込み(函館)
- 鮭親子漬(石狩)
- きな粉(北海道産大豆)
- 純米地酒・北宝（小樽）[1]

### 東北地方

#### 青森県
- りんご飴(陸奥・善知鳥/武内喜兵衛　作)
- ほたてしぐれ煮(陸奥湾産)
- わかさぎいかだ焼(下北・小川原湖)

#### 秋田県
- きりたんぽ(秋田)
- 諸越(秋田)
- 秋田ふき(南秋田)
- わかさぎ(八郎潟)
- 純米地酒・秀よし(秋田・仙北)

#### 岩手県
- 南部せんべい(岩手)
- 金婚漬(岩手・江刺)
- 純米地酒・鬼剣舞（岩手・北上）[1]

#### 宮城県
- めかぶ（三陸・唐桑）
- 笹かまぼこ（仙台市）
- 天然醸造　仙台味噌(仙台・古城)
- 志ほがま(仙台)
- 長なす漬(仙台)
- ささがに(宮城・松島湾)
- 純米地酒・真鶴(宮城・中新田)[1]

#### 山形県
- あつみかぶ漬(山形・温海)
- 庄内麩(山形・庄内)
- 民田小なす辛子漬(山形・鶴岡)
- 純米地酒・あら玉(山形・西村山)

#### 福島県
- 天然凍結・凍豆腐(福島・郡山)
- 純米地酒・春高楼（会津）
- 手絞り胡麻油（会津）

### 関東地方

#### 栃木県
- 無漂白かんぴょう（栃木・石橋産）[1]

#### 茨城県
- いりごま・白(茨城産)
- いりごま・黒(茨城産)
- ふな甘露煮(霞ヶ浦)
- 早稲いなご(茨城・潮来)

### 群馬県
- こんにゃく(群馬・下仁田)
- 地粉(上州)
- 麦落雁(群馬・館林)

#### 千葉県
- さやつき落花生(千葉・八街)
- 味つけ落花生(千葉・八街)
- 鉄砲漬(千葉・成田)

#### 東京都
- 鯛味噌(浅草・海老宏作)
- 江戸飴　桔梗・かきつばた・藤・菊・梅(江戸・鈴木勝美　作)
- くさや・天日干し(伊豆・新島)

#### 神奈川県
- しそ巻梅干(相模・小田原)

### 中部地方

#### 新潟県
- 越の華（新潟市・沼垂）[1]
- 四回巻・車麩(越後)
- 上新粉(新潟産コシヒカリ)
- 天然醸造　越後味噌(新潟・蒲原)
- 佐渡味噌(新潟・佐渡)
- いか一夜干し(佐渡・両津)

#### 富山県
- 昆布かまぼこ(富山)

#### 石川県
- 花ぐるみ(金沢)
- ごり佃煮(金沢)
- 天然醸造　加賀味噌(加賀・松任)

#### 福井県
- 花らっきょう(福井・三里浜)
- 手すきおぼろ昆布(若狭・敦賀)
- 小鯛の笹漬(若狭・小浜)

#### 山梨県
- ほうとう(甲州)

#### 長野県
- 山ごぼう味噌漬(長野・塩尻)
- 天然醸造　信州味噌(信州・下伊那)
- 七味唐辛子(長野市・善光寺)
- 八割そば・乾麺(信州・戸隠)
- 石臼挽き生そば(信州・戸隠)
- 寒天(信州・茅野)
- 純米地酒　美寿々錦(信州・上水内)

#### 岐阜県
- 純米酢(美濃・木曽川)
- 三年酢(美濃・木曽川)
- しそ飴(美濃・坂井博　作)
- 木村哲明作・ねぶりこ飴（飛騨・高山）[1]
- 黒飴(飛騨・高山　木村弘　作)
- 甘々棒(飛騨・高山　杉山春雄　作)
- げんこつ飴(飛騨・高山　木村哲明　作)
- 三嶋豆(飛騨・高山)
- しそ豆(飛騨・高山)
- 青豆(飛騨・高山)
- 生姜豆(飛騨・高山)
- いか豆(飛騨・高山)
- 赤かぶ(飛騨・高山)

#### 静岡県
- かつお角煮(焼津)
- わさび漬(伊豆)

#### 愛知県
- きしめん(名古屋)
- 手延べきしめん・乾麺(名古屋)
- ちくわ(豊橋)
- はまぐりしぐれ煮(三河)
- 豆味噌(三河・御油)

### 近畿地方

#### 三重県
- 伊勢ひじき(伊勢)

#### 滋賀県
- しじみしぐれ煮(琵琶湖)
- 小あゆ佃煮(琵琶湖)

#### 京都府
- 生しば(京・大原)
- 大原しば(京・大原)
- あおしば漬(京・大原)
- しば漬(京・大原)
- ひのな漬(京・大原)
- きざみすぐき(京・大原)
- 浅しば漬(京・大原)
- 日野菜きざみ漬(京・大原)
- みぶな漬(京・大原)
- かぶら漬(京・大原)
- 平ゆば(京)
- 巻ゆば(京)
- 大原木ゆば(京)
- 伝統づくり　白味噌(京・室町一条)
- そばぼうろ(京)
- 茶飴(山城・鳴滝　杉本秀雄　作)
- 純米地酒　翁鶴(京・亀岡)

#### 大阪府
- 塩吹昆布角切り(浪花)
- かつお昆布角切り(浪花)
- しょうが飴(浪花・林寺　浜田伊彦　作)
- 絹巻飴(摂津・中西義治　作)

#### 奈良県
- 本葛(吉野)
- 純米地酒・やたがらす(吉野)

#### 和歌山県
- ほねく（紀伊・有田）[1]
- 梅干し（紀州・南高梅）[1]
- 塩漬・しそ漬（紀州）[1]

### 中国地方

#### 島根県
- ささがれい（島根）

#### 岡山県
- ままかり酢漬(岡山・玉島)
- あみ塩辛

#### 広島県
- 広島菜漬(広島)

### 四国地方

#### 徳島県
- ゆず酢(阿波・木頭)
- すだち酢(阿波・木頭)

#### 香川県
- うどん・ゆで麺(讃岐)
- 手延べうどん・乾麺(讃岐)

#### 愛媛県
- 宇和島天ぷら(伊予・宇和島)[1]
- 焼ぬきかまぼこ(伊予・宇和島)

#### 高知県
- 手釣りうるめぼし(土佐)
- かつおつぶ飴(土佐・中宝永　山下等　作)

### 九州地方

#### 福岡県
- 明太子・本漬（博多）[1]
- にぎり竹輪（博多）
- おきゅうと(博多・箱崎)
- とんこつラーメン・味噌味・醤油味(博多)
- 米焼酎・豪気(福岡・三潴)

#### 佐賀県
- 丸ぼうろ(佐賀)

#### 長崎県
- ちゃんぽん（長崎市）[1]
- あご丸干し（長崎）
- 皿うどん（長崎）
- チェリー豆（長崎・島原）
- 純米地酒　呉竹(長崎・東彼杵)
- 酒粕焼酎・恵美福(長崎・東彼杵)

#### 熊本県
- 辛子蓮根(熊本・八代)

#### 大分県
- 天然醸造　麦味噌(豊後・臼杵)
- かぼ酢(豊後・竹田)[1]
- 純米地酒・薫長(大分・日田)
- 麦焼酎・豊の国(大分・日田)

#### 宮崎県
- 高菜漬(宮崎市)
- そば焼酎・泰平踊(宮崎・日南)

#### 鹿児島県
- さつま揚・平天小判　(薩摩・串木野)
- 芋焼酎・アサヒ(薩摩・隼人)

### 沖縄県
- ピーナッツ糖(沖縄)
- むちゃー黒糖(沖縄)
- 黒糖豆(沖縄)